# Blasonierung
Blasonierung ist in der Wappenkunde (Heraldik) die fachsprachliche Beschreibung eines Wappens.

## Geschichte
Die Blasonierung hat ihren Ursprung im Mittelalter, als es eine der Aufgaben eines Herolds war, die Herkunft der Wappen an- oder durchreisender Ritter zu bestimmen.
Das Wort Blasonierung leitet sich vom französischen Blason („Wappenschild“) ab (vgl. blasonner / blazon für „Blasonieren“ im Französischen bzw. Englischen). Diese Ableitung besteht indirekt über das mittelhochdeutsche blasenieren, bleseniere.
Bereits seit dem 13. Jahrhundert setzte sich in Frankreich, und darauf aufbauend in England, eine sehr präzise Sprache zur Beschreibung der Wappen durch, die auch heute noch in der Heraldik verwendet wird. Die englische heraldische Sprache ist durch die Verwendung vieler altfranzösischer Wörter und die aus dem Französischen entlehnte Wortstellung mit nachgestellten Adjektiven für nicht vorgebildete Englischsprecher kaum verständlich. In Deutschland legte Philipp Jacob Spener im 17. Jahrhundert die Grundlagen für eine einheitliche Wappenbeschreibung in deutscher Sprache, die auf Fremdwörter weitgehend verzichtet.
Ursprünglich wurde das Aussehen von Wappen offiziell nur mit Worten beschrieben. Erst mit der Verwendung von Wappen als Hoheitssymbole erhielten zusätzlich auch Abbildungen einen offiziellen Charakter, da insbesondere bei Figuren die reine Beschreibung noch gewisse gestalterische Freiheiten lässt.

## Grundregeln

### Heraldische Grundelemente
Prinzipiell versteht man unter gemeine Figur alle visuell „wahrnehmbaren Erscheinungen“ der Realwelt. Sie stehen im Gegensatz zum Heroldsbild, das in einer einfachen geometrischen Aufteilung des Schildes durch Teilungslinien besteht, die den Schild in verschiedenfarbige „Plätze“ aufteilen. Viele Wappenschilde kombinieren Heroldsbilder mit Gemeinen Figuren. Gemeine Figuren können in natürlichen Farben dargestellt werden, auch wenn das vermieden werden sollte. Die heraldischen Regeln schreiben eine möglichst weitreichende Stilisierung bei bestmöglicher Erkennbarkeit des Motivs vor.
Ist der Wappenschild in Felder eingeteilt, so beginnt die Blasonierung mit der Beschreibung der Schildteilung, dem oder den Heroldsbild/-ern. Einfarbige Schilde sind ledig. Oft werden feine Muster eingebracht, so dass das Feld damasziert ist.

### Rechts/links und vorn/hinten in der Heraldik

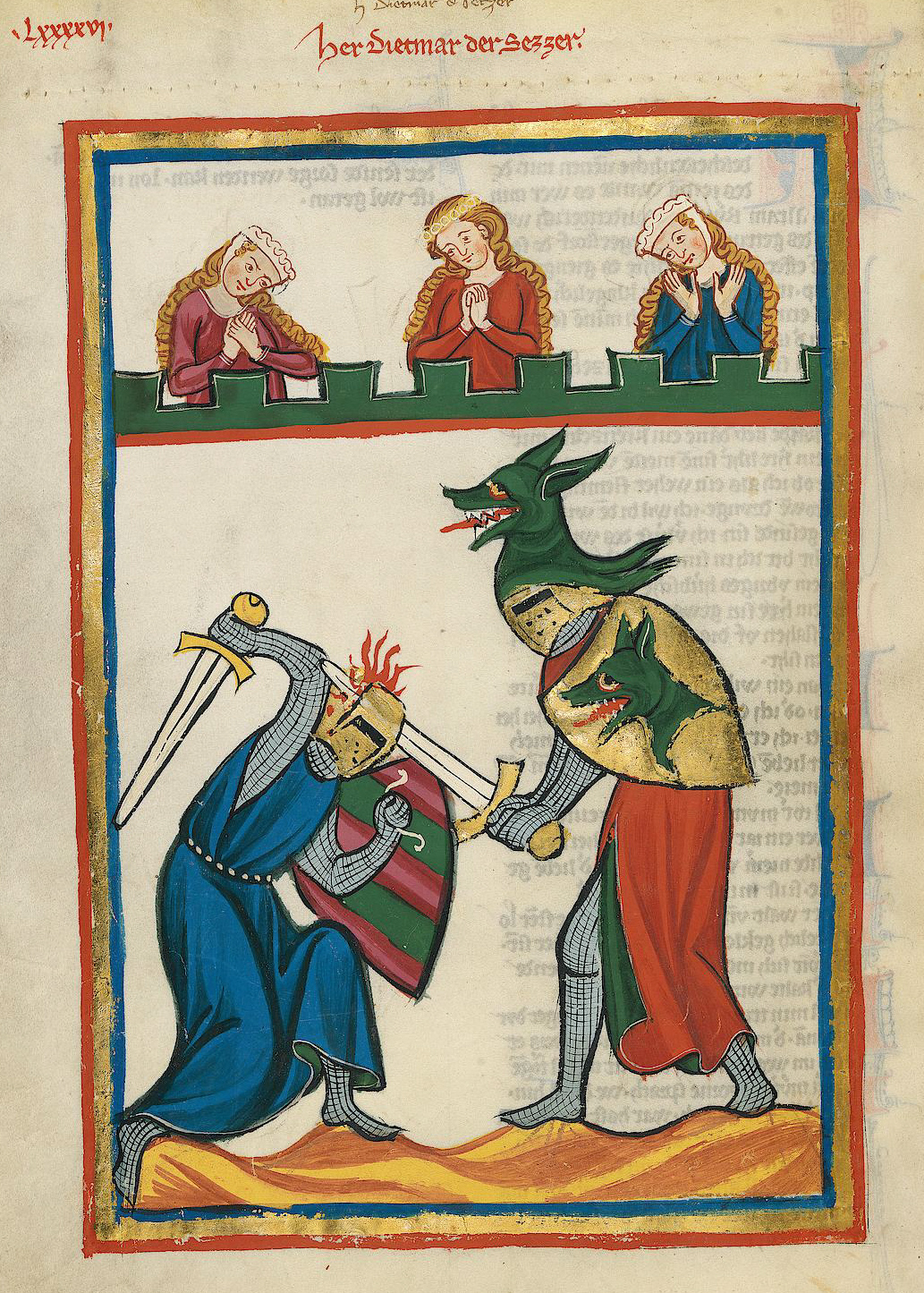
Schwert in der Rechten, Schild in der Linken (Codex Manesse)

Die rote Seite ist (heraldisch) rechts oder vorn, die goldene links oder hinten

„Heraldisch rechts“ ist die vom Betrachter aus linke Seite (manchmal auch als vorn benannt). Entsprechend ist „heraldisch links“ oder hinten die rechte Seite eines Wappens.
Diese Seitenbezeichnung leitet sich noch aus der Zeit her, als das Wappen auf dem Schild im Kampf oder Turnier getragen wurde. Sie bezieht sich deswegen immer auf den Schildträger (das ist der hinter dem Schild Stehende) und nicht auf den Betrachter.
Da der rechtshändige Ritter sein Schwert in der rechten und seinen Schild in der linken Hand trug, zeigt die rechte Kante und Seite des Schilds vom Träger aus betrachtet nach vorne und die linke Kante und Seite des Schilds nach hinten.
Die Seite, auf der das Wappen des Vaters oder der Großmutter väterlicherseits war, wird auf Grabmälern mit Schwertseite bezeichnet. Spill- oder Kunkelseite ist die Bezeichnung der weiblichen oder mütterlichen Seite. Auch diese Bezeichnung bezieht sich auf den historischen Zusammenhang.
In der modernen Heraldik finden international vermehrt für „heraldisch rechts“ bzw. „heraldisch links“ die lateinischen Wörter „dexter“ bzw. „sinister“ Verwendung.

### Aufbau einer Blasonierung
Begonnen wird mit der rechten Seite, wenn eine Schildteilung in mehrere Felder vorliegt. Die anliegende kürzere Schnittlinie bestimmt, ob erst die waagrechte Teilung oder die senkrechte Spaltung genannt werden muss. „Erst kurz, dann lang“ ist die Reihenfolge: halbgespalten und geteilt bedeutet, dass Feld 1 und 2 klein (oberes Wappenfeld) sind und der untere Wappenteil nicht zerlegt ist. Bei der anderen Version, halbgeteilt und gespalten, ist die rechte/vordere Seite nur geteilt und die linke/hintere in einem Feld. Sinngemäß ist bei anderen Schildteilungen zu verfahren. Ein einmal gespaltener und geteilter Schild ist geviert.
Die Schildteilung hat sich im Laufe der Jahre zu einem regelrechten „Schnittmusterbogen“ entwickelt. Die Abgrenzungen der Felder werden nach der dargestellten Schnittlinie benannt. So reicht die Skala der Wappenschnitte von Bogenschnitt bis Zackenschnitt. Kleeblatt-, Eisenhut-, Zinnen-, Sägezahn-, Schuppen-, Stufengiebel-, Wellen- und Lilienschnitt sind auch mit der Bezeichnung „Doppel-“ möglich. Die Nennung der Farben erfolgt in üblicher Leserichtung von vorn nach hinten und von oben nach unten. Sich wiederholende Wechselfarben einer gevierten oder geschachten Teilung werden nicht erneut genannt. Aufgelegte Schildteilungen, insbesondere der verbreitete Herzschild, werden darauffolgend genannt, soweit diese direkt auf dem Schildgrund liegen und nicht von Figuren getragen werden. Vom sonstigen Schildgrund abgetrennte Teile, etwa ein besonderer Schildfuß oder Schildhaupt, werden vorweg genannt. Durch die Standardisierung wird der Schild selbst meistens wörtlich nicht erwähnt, sondern die Blasonierung beginnt direkt mit dem Begriff der Schildteilung.
Beispiele
gespalten von Rot und Silber
über grünem Schildfuß zweimal gespalten
unter goldenem Schildhaupt gespalten
durch grünes Wellenband schräg geteilt/schräg links geteilt
Darauffolgend werden die Felder des Heroldsbildes und jedes einzelne Feld vollständig beschrieben, bevor zum nächsten Feld übergegangen wird. Die Reihenfolge entspricht der Nennung des Heroldsbildes. In vielen Fällen findet sich im Feld eine Gemeine Figur. Bei einfachen Schilden können die Ortsangaben entfallen, sonst beginnt jede Feldbeschreibung mit der Nennung des Feldes, gefolgt vom Belag des Schildgrundes in diesem Feld und der darauf liegenden Figur. Viele Heroldsbilder, besonders die „Standardtiere“ wie Adler, Löwe, Greif, Bär, Einhorn oder Pferd haben eine Standardstellung im Feld. Nur wenn diese abweicht, wird es erwähnt. Ein Tier kann hersehend oder en face (gegenüber), rückblickend oder rückgewendet, auffliegend oder flugbereit, springend (Vierbeiner auf den Hinterfüßen stehend), steigend, gestürzt oder gesenkt (kopfstehend), gestümmelt (die „Bewehrung“ Krallen, Schwanz, Beine fehlen) oder laufend (Tier mit erhobenem Vorderfuß) sein. Die Darstellung eines oberen Teiles von Tieren (und anderen Figuren) ist wachsend. Beim Leoparden ist es sehr ausgeprägt: Auf allen vieren schreitend und hersehend wird er als hersehender Löwe benannt. Daraus leitet sich entsprechend der Abwandlung gelöwter Leopard  oder leopardierender Löwe ab. Eine besondere Bärendarstellung ist der Tanzbär (Bär mit Axt) oder Landsknecht (Bär mit Hellebarde).
Zwei Tiere können zugewendet (diese sehen sich an) oder gegengewendet, rückgewendet oder widersehend sein. Bei Blütendarstellungen spricht man von bemalt, besamt oder bebutzt (Rose), wenn deren Inneres andersfarbig dargestellt wird.
Beispiele
vorn in Rot ein linksgewendeter goldener Löwe
im zweiten Feld in Gold ein schwarzer Eber
hinten fünfmal geteilt von Schwarz und Gold
Bei komplexeren Feldern werden die Elemente nach der Größe beschrieben, die wichtigste und regelmäßig mittig stehende Figur zuerst. Weitere Figuren werden mit dem Vermerk „aufgelegt“ und „begleitet“ eingeleitet, der oft die Position schon hinreichend beschreibt. Hier sind auch Begriffe wie besetzt, besteckt, bewinkelt, überhöht und beseitet üblich.  Die standardisierten einleitenden Begriffe ermöglichen eine gute Lesbarkeit der Blasonierung auch komplexerer Wappenvarianten.
Beispiel
In Gold ein schwarzer Eber,
begleitet von fünf roten Sternen.
hinten fünfmal geteilt von Schwarz und Gold,
belegt mit einem schräggestellten grünen Rautenkranz.

### Reihenfolge bei komplexen Wappen

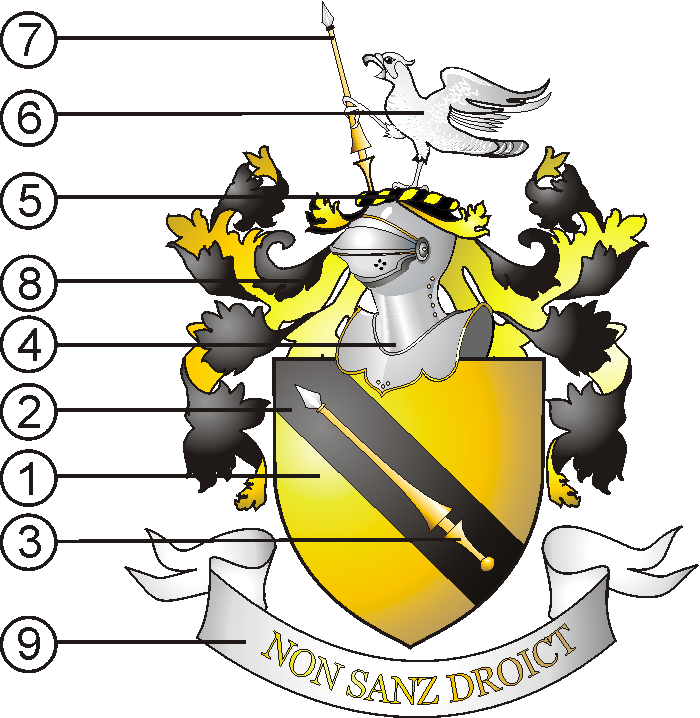
Reihenfolge der Blasonierung für komplexe Wappen

Die Reihenfolge bei komplexen Wappen sind nach der Hauptfigur (Rückenschild) Mittelschild, dann Herzschild. Hier wird der ranghöchste Teil auch als erster blasoniert.
Nach Abschluss des Schildwappens folgt die Beschreibung angefügter Elemente. Auf dem Schildhaupt „ruht“ oft eine Krone oder ein Helm mit Helmzier.
Die Anzahl der Helme bestimmt die Reihenfolge bei der Beschreibung. Sind es zwei Helme, erfolgt die Erwähnung von rechts nach links (1-2), bei drei Helmen wird der mittlere zuerst, dann der rechte, danach der linke Helm (2-1-3) beschrieben. Werden mehr als drei Helme blasoniert, ist die Anzahl entscheidend: bei ungerader Anzahl ist in der Mitte zu beginnen und dann wechselseitig rechts-links-rechts …die Helme zu beschreiben (6-4-2-1-3-5-7). Gerade Helmanzahl erfolgt nach der Reihe (5-3-1-2-4-6). Die Helme werden bei adligen Familien (gekrönter Spangenhelm) und bei bürgerlichen Familien (ungekrönter Stechhelm) nicht zwangsweise bei der Beschreibung erwähnt.
Nach den Helmen werden die Prachtstücke, wie Schildhalter, Wappenmantel, Wahlspruch oder Devisen und zum Schluss Orden und Fahnen in der Wappenbeschreibung erwähnt.
Der Schild kann von einem Wappenträger gehalten werden und von einem Wappenzelt umrahmt sein. Die Beschreibung geht dabei von innen nach außen, jedes Element eingeleitet mit einem Verb, das die Verbindung zum Wappenschild bezeichnet. Helm oder Decke (Helmdecke) ruhen dabei gewöhnlich auf dem Schild, so dass diese Position entfällt, wenn der Satz damit eingeleitet wird:
- auf dem Schild ruht eine rote dreitürmige Mauerkrone,
- auf dem blau-goldenen Helm mit blaugoldenen Decken ein blaues springendes Pferd.

Grundsätzlich sollte eine Wappenbeschreibung möglichst knapp gehalten sein. Ein Element, das eine natürliche Position einnimmt, braucht keine Positionsangabe, und wo typisch die Wechselfarbe angenommen wird, braucht keine neuerliche Farbnennung zu erfolgen. Heraldisch sorgsam gezeugte Wappen beschränken sich auf eine Kombination weniger oder nur einer Farbe mit einem Metall für das Heroldsbild und zeigen in jedem Feld höchstens eine Figur. Komplexere Wappen entstehen natürlich durch Verheiratung zweier älterer Wappen durch Zusammenführung in einem unterteilten Schild. Oft übernimmt man dabei auch die ältere Blasonierung der Anteile.
- Gespalten; vorne geschacht in Grün und Weiß, hinten in Silber ein aufgerichteter roter Panther.

Das Vokabular der Blasonierung sollte die traditionellen Begriffe der Heraldik aufgreifen. Durch die jahrhundertelange Verwendung entspricht das nicht mehr der typischen Verwendungsweise der heutigen Sprache. So ist die Nennung als senkrecht, waagerecht und diagonal kaum zu finden, da die Nennung als aufgerichtet, liegend und schräg schon hinreichend ist.

### Typische Bezeichnungen
Die Heraldik hat für viele Figuren und Anordnungen zugehörige Eigennamen hervorgebracht. Grundsätzlich kann für ein Wappen jedes Element verwendet werden, von dem angenommen werden kann, dass allein aus der Nennung des Begriffs in der Blasonierung auch das Abzeichen auf dem tatsächlichen Schild erkannt werden kann. So findet sich bei vielen Wappen um die Jahrhundertwende 1900 in Europa ein Zahnkranz als Zeichen der Industrialisierung. Es gab aber auch Wappen mit modernen Hochhäusern und Atomkraftwerken als Zeichen des Fortschritts, von denen aber viele mit aufkeimender Technikskepsis wieder außer Gebrauch gestellt wurden.
Zu den Eigennamen spezieller Wappenbilder gehört etwa der „Fränkische Rechen“, der die Beschreibung als in Rot drei silberne Spitzen ersetzt.
Der „württembergische“ und der „bayerische Löwe“ können in ihren typischen Gestaltungsmerkmalen durch Fachkundige leicht auseinandergehalten werden – Letzterer erscheint typisch in Gold aufgerichtet rotbezungt und rotbewehrt, während der württembergische Stauferlöwe in Schwarz schreitend rotbezungt erscheint.
Der Hessenlöwe trägt den Beinamen Bunter Löwe. Auch der Löwe von Thüringen ist ein Bunter Löwe. Unterschieden werden beide durch den „1. Streifen“ am Kopf. Weiß (Silber) ist die hessische, rot die thüringische Variante.
Unter Markuslöwe (für Venedig) versteht der Heraldiker einen geflügelten goldenen Löwen mit Heiligenschein (Nimbus – nimbiert) und in den Pranken ein aufgeschlagenes Buch haltend.
Der Meißner Löwe  (schwarzer Löwe rot bewehrt und ebenso gezungt) findet sich unter anderem in den Wappen von Dresden und Leipzig.

Delitzscher Wappen

Erwähnenswert sind noch die Landsberger Pfähle im Wappen von Delitzsch, Leipzig und Landsberg, der Stargarder Arm als geharnischter Schwert tragender (ältere Wappen) oder Ring haltender (Neustrelitz) Frauenarm.
Das Mainzer Rad (auch im Erfurter Wappen), der Tomsker Schimmel und der sächsische Rautenkranz im Sachsenwappen sind weitere Beispiele.
Ein mit Kesselrinken besetztes Kreuz ist als Kirchenspange oder Kirchheimer Kreuz bekannt geworden.
Da die Wappenschilde regelmäßig Beziehungen unter den Herrscherhäusern verdeutlichen, finden sich in vielen Blasonierungen diese Begriffe statt der Allgemeinbeschreibung, auch wenn letztere zwingend zu verwenden sind, wenn das Wappenbild keine Herkunft von jener Wappenlinie hat.
Die Wappen vieler Familiengeschlechter leiten sich von Rittern ab, die typisch einen Turnierhelm (Tjosten) mit farbiger Helmdecke führen, der das Wappen ummantelt. Die Studentenwappen werden dagegen nicht von Helmdecken, sondern von Straußenfedern begleitet, wie man sie sonst beim niederen spanischen Adel findet.
Statt des Helms auf dem Schildhaupt verwenden viele städtische Wappen eine farbige Mauerkrone, die statt der goldenen Königskrone eingesetzt wird, während viele bürgerliche Nationen die Königskrone durch eine goldene Blattkrone ersetzten. Aufgrund der Wappenbegleiter kann man so Hinweise auf die Trägerberechtigung des Wappenhalters ableiten.
Der Auerochse oder der Ur ist als nationales Symbol „moldauischer Auerochse“ in vielen Wappen des Fürstentums Moldau zu finden. Auch im Wappen Moldawiens und Bessarabiens findet man ihn.